# Alaena ferrulineata
Alaena ferrulineata är en fjärilsart som beskrevs av Hawker-smith 1933. Alaena ferrulineata ingår i släktet Alaena och familjen juvelvingar. Inga underarter finns listade i Catalogue of Life.